# Флавій Рікомер
Флавій Рікомер (лат. Flavius Richomeres, д/н — 393) — військовий та державний діяч часів пізньої Римської імперії.

## Життєпис
Походив зі знатного франкського роду. Ймовірно батьком був Тевтомер, представник «королівського» роду. Розпочав свою кар'єру за правління імператора Юліана. Втім не вирушив разом з останнім на Схід, продовжував служити у Галлії. Відзначився у битвах за імператора Валентиніана I. Тому за імператора Граціана у 377 році призначається головою гвардійців (комітом доместіків). У 377 році спрямований до Фракії на допомогу імператору Валенту, що воював з готами. Звитяжив у битві при Саліцах в Мезії. У 378 році брав участь у битві при Адріанополі, але зумів врятуватися.
У 383 році імператор Феодосій I призначає Рікомера magister militum (військовиком) Востоку. У 384 році стає консулом (разом з Флавієм Клеархом). У 388 році імператор доручив Рікомеру разом з його небіжем Арбоґастом, Тімасієм та Флавієм Промотом відновити владу Валентиніана II. Разом з іншими військовиками завдав поразки узурпатору Магну Максиму у битві при Саві.
Рікомер рекомендував своєму небожу спосібного ритора Євгенія, майбутнього узурпатора. З 388 до самої смерті у 393 році Рікомер обіймав посаду коміта та магістра обох військ східної частини Римської імперії (comes et magister utriusque militiae) — тобто верховного військовика. Помер у 393 році у Константинополі.

## Родина
Дружина — Асцила
діти:
- Теодомер, король франків у 420–428 роках